# Atalanta Bergamasca Calcio 2015-2016
Questa voce raccoglie le informazioni riguardanti l'Atalanta Bergamasca Calcio nelle competizioni ufficiali della stagione 2015-2016.

## Stagione

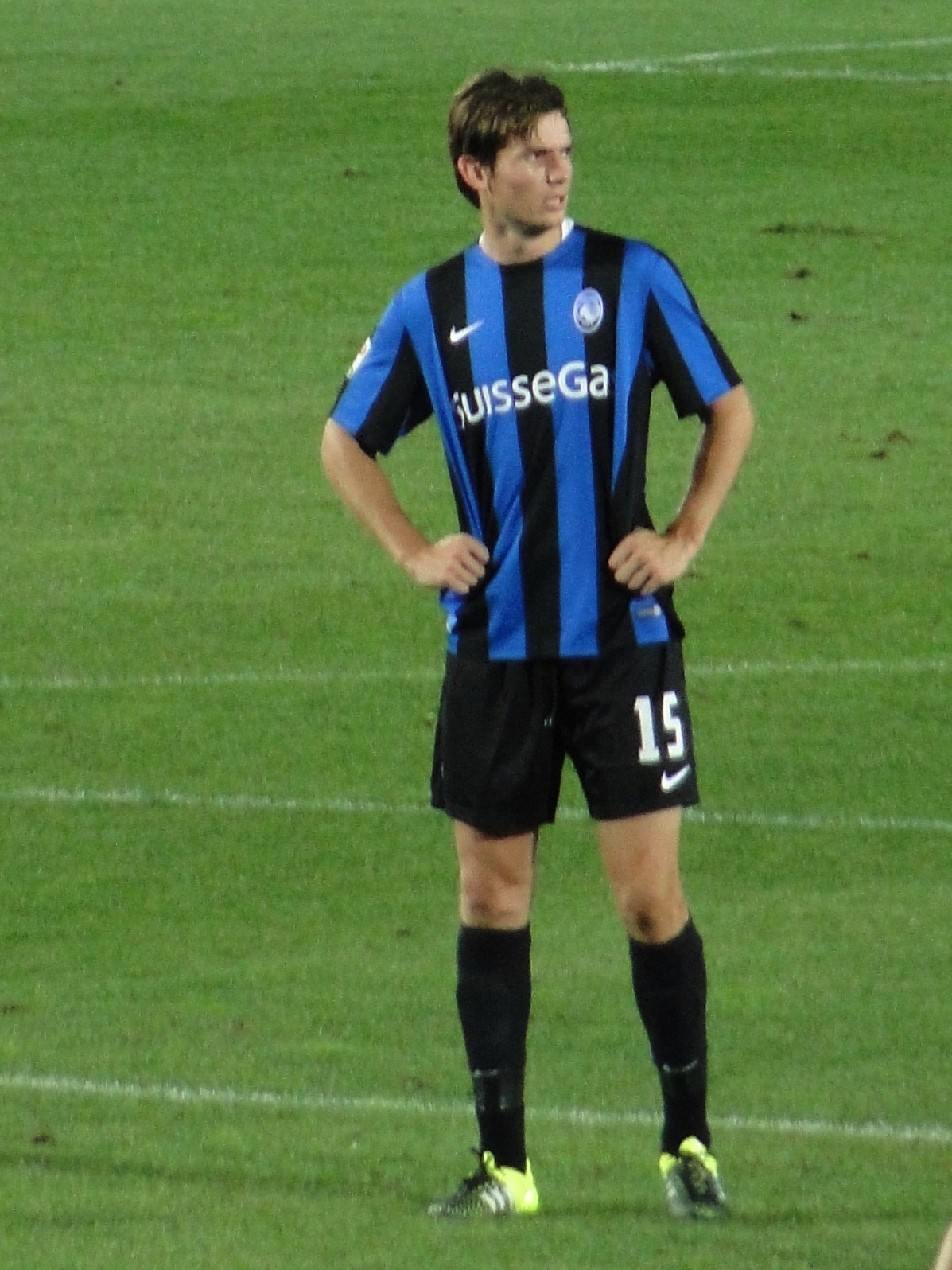
Il centrocamposta olandese Marten de Roon è uno dei volti nuovi dell'Atalanta in questa stagione.

Nella stagione 2015-2016, la 55ª dell'Atalanta in Serie A, Edoardo Reja è confermato come allenatore dopo essere subentrato in corsa durante il precedente torneo. Il debutto ufficiale avviene il 15 agosto 2015 nel terzo turno di Coppa Italia contro il Cittadella, formazione di Lega Pro: apre le marcature il debuttante olandese de Roon, raddoppia Moralez e Pinilla chiude sul 3-0.
La prima gara di campionato vede l'Atalanta di scena a San Siro contro l'Inter: i bergamaschi, ridotti in dieci uomini per l'espulsione di Carmona, cedono soltanto nei minuti finali per un gol segnato da Jovetić. I nerazzurri si riscattano sette giorni più tardi, aggiudicandosi la prima partita casalinga contro la matricola Frosinone e iniziando una striscia positiva di cinque partite: due pareggi a Sassuolo e tra le mura amiche contro il Verona, vittoria esterna a Empoli e affermazione casalinga sulla Sampdoria. A fine settembre l'Atalanta occupa il settimo posto in classifica, a pari merito con il Torino. La squadra nerazzurra riesce a mantenere questa posizione anche a ottobre, grazie ai successi interni contro Carpi e Lazio, inframezzati dalle sconfitte esterne contro le più blasonate Fiorentina e Juventus. Novembre si apre con il pesante k.o. rimediato a Bologna, seguito dallo 0-0 sul campo del Milan e dal primo rovescio interno stagionale per mano del Torino. Il riscatto arriva dalla prestigiosa affermazione per 2-0 in casa della Roma: a segno Gómez e Denis. Una gioia guastata pochi giorni dopo dall'eliminazione dalla Coppa Italia per mano dell'Udinese, allenata dal fresco ex Colantuono, nel quarto turno eliminatorio.
Sconfitto 3-0 il Palermo il 6 dicembre, l'Atalanta apre una lunga parentesi negativa: quattordici partite senza successi che complicano la situazione dei nerazzurri, convinti di poter archiviare con largo anticipo il discorso salvezza. A cavallo del 2016 arrivano quattro k.o. contro Chievo, Napoli in casa, nuovamente Udinese e Genoa all'Azzurri d'Italia che chiudono nel peggiore dei modi il girone di andata. Il giro di boa del campionato non dà l'attesa svolta: dopo un incoraggiante pareggio casalingo contro l'Inter, la "X" si ripete con Frosinone e Sassuolo. Ad acuire la crisi è la sconfitta contro l'Hellas Verona ultimo in classifica: sotto accusa finisce soprattutto la campagna acquisti di gennaio che ha visto un pesante indebolimento della rosa con la cessione di numerosi elementi pregiati (Grassi, Moralez e Denis su tutti), rimpiazzati con giocatori di lunga esperienza ma non altrettanto talentuosi. Da febbraio le cose non migliorano: 0-0 contro Empoli e Sampdoria, k.o. casalingo con la Fiorentina, ennesimo pari a Modena contro il Carpi e sconfitta al Comunale per mano della Juventus. La lunga serie negativa si chiude con la débacle contro la Lazio.
Il 20 marzo 2016 l'Atalanta ritrova la vittoria in campionato contro il Bologna, battuto 2-0 con reti di Gómez e Diamanti. I nerazzurri sfruttano il doppio match casalingo, sconfiggendo al Comunale anche il Milan 2-1 e acquisendo un margine di otto punti sulla zona retrocessione. Superato il momento più delicato della stagione, l'Atalanta si lancia verso la salvezza: utili in quest'ottica i pareggi ottenuti contro Roma e Palermo e la vittoria casalinga del 24 aprile con il Chievo, decisa da un gol di Borriello. La matematica salvezza arriva sette giorni più tardi, quando il Carpi quart'ultimo perde contro la Juventus. Nella partita dell'8 maggio in casa contro l'Udinese si consuma l'addio al calcio di Gianpaolo Bellini, storica bandiera della Dea sin dal settore giovanile. Nell'ultima partita l'Atalanta si impone a Marassi contro il Genoa, ritornando alla vittoria esterna dopo dieci trasferte. L'Atalanta ottiene la quinta salvezza consecutiva, un trend che non si registrava dai primi anni Novanta (sei stagioni in Serie A tra 1988-1989 e 1993-1994).

## Divise e sponsor
Lo sponsor tecnico per la stagione 2015-2016 è Nike, mentre lo sponsor ufficiale è SuisseGas. La prima maglia è a strisce verticali nere e azzurre, calzoncini e calzettoni neri. La cosa che spicca all'occhio della home è il retro nero. La seconda maglia è bianca con colletto, calzoncini e calzettoni bianchi. La terza maglia è verde fluo, calzoncini in tinta e calzettoni bianchi.
| Casa | Trasferta | Terza Divisa | Christmas match | 1ª div. portiere | 2ª div. portiere | 3ª div. portiere |

## Organigramma societario
Area direttiva
- Presidente: Antonio Percassi
- Amministratore delegato: Luca Percassi
- Consiglieri: Enrico Felli, Isidoro Fratus, Marino Lazzarini, Maurizio Radici, Roberto Selini, Mario Volpi
- Collegio sindacale: Giambattista Negretti (Presidente), Pierluigi Paris (Sindaco Effettivo), Alessandro Michetti (Sindaco Effettivo)
- Organismo di vigilanza: Marco De Cristofaro (Presidente), Diego Fratus, Pietro Minaudo

Area organizzativa
- Direttore generale: Umberto Marino[14]
- Direttore operativo: Roberto Spagnolo
- Direttore Amministrazione, Controllo e Finanza: Valentino Pasqualato
- Segretario generale: Fabio Rizzitelli
- Team manager: Mirco Moioli
- Responsabile del Servizio di Prevenzione e Protezione: Massimiliano Merelli
- Delegato Sicurezza Stadio: Marco Colosio

Area comunicazione e marketing
- Responsabile comunicazione: Elisa Persico
- Addetto Stampa: Andrea Lazzaroni
- Direttore marketing: Romano Zanforlin
- Marketing Supervisor: Martino Ferrari
- Licensing manager: Sara Basile
- Supporter Liaison Officer: Riccardo Monti

Area tecnica
- Responsabile Area Tecnica: Giovanni Sartori
- Direttore sportivo: Gabriele Zamagna
- Responsabile area scouting: Giuseppe Corti
- Allenatore: Edoardo Reja
- Allenatore in seconda: Alberto Bollini
- Collaboratori tecnici: Sergio Porrini, Mauro Fumagalli
- Preparatori atletici: Luigi Febbrari, Francesco Vaccariello, Matteo Moranda, Andrea Riboli
- Preparatore dei portieri: Massimo Biffi

Area sanitaria
- Responsabile sanitario: Paolo Amaddeo
- Medico sociale: Marco Bruzzone
- Ortopedico: Aristide Cobelli
- Fisioterapisti: Alfredo Adami, Marcello Ginami, Renato Gotti, Michele Locatelli
- Chiropratico: Anthony Gill
- Podologo: Diego Marini

## Rosa
| N. |                        | Ruolo | Calciatore                   |
| -- | ---------------------- | ----- | ---------------------------- |
| 1  | Serbia (bandiera)      | P     | Boris Radunović              |
| 2  | Italia (bandiera)      | D     | Guglielmo Stendardo          |
| 3  | Italia (bandiera)      | D     | Cristiano Del Grosso         |
| 3  | Brasile (bandiera)     | D     | Rafael Tolói                 |
| 4  | Italia (bandiera)      | C     | Luigi Giorgi                 |
| 4  | Italia (bandiera)      | C     | Roberto Gagliardini          |
| 5  | Italia (bandiera)      | D     | Andrea Masiello              |
| 6  | Italia (bandiera)      | D     | Gianpaolo Bellini (capitano) |
| 7  | Italia (bandiera)      | C     | Marco D'Alessandro           |
| 8  | Italia (bandiera)      | C     | Giulio Migliaccio            |
| 9  | Ghana (bandiera)       | A     | Richmond Boakye              |
| 10 | Argentina (bandiera)   | C     | Alejandro Darío Gómez        |
| 11 | Argentina (bandiera)   | C     | Maximiliano Moralez          |
| 11 | Svizzera (bandiera)    | C     | Remo Freuler                 |
| 13 | Togo (bandiera)        | A     | Serge Gakpé                  |
| 15 | Paesi Bassi (bandiera) | C     | Marten de Roon               |
| 17 | Cile (bandiera)        | C     | Carlos Carmona               |
| 19 | Argentina (bandiera)   | A     | Germán Denis                 |
| 20 | Paraguay (bandiera)    | C     | Marcelo Estigarribia         |
| 21 | Italia (bandiera)      | C     | Luca Cigarini                |

| N. |                     | Ruolo | Calciatore          |
| -- | ------------------- | ----- | ------------------- |
| 22 | Italia (bandiera)   | A     | Marco Borriello     |
| 23 | Italia (bandiera)   | D     | Emanuele Suagher    |
| 23 | Italia (bandiera)   | C     | Alessandro Diamanti |
| 24 | Italia (bandiera)   | D     | Andrea Conti        |
| 27 | Slovenia (bandiera) | C     | Jasmin Kurtić       |
| 28 | Italia (bandiera)   | D     | Davide Brivio       |
| 29 | Italia (bandiera)   | D     | Gabriel Paletta     |
| 30 | Italia (bandiera)   | P     | Davide Bassi        |
| 33 | Italia (bandiera)   | D     | Nicolò Cherubin     |
| 44 | Croazia (bandiera)  | D     | Anton Krešić        |
| 45 | Italia (bandiera)   | A     | Gaetano Monachello  |
| 51 | Cile (bandiera)     | A     | Mauricio Pinilla    |
| 55 | Albania (bandiera)  | D     | Berat Djimsiti      |
| 57 | Italia (bandiera)   | P     | Marco Sportiello    |
| 77 | Italia (bandiera)   | C     | Cristian Raimondi   |
| 85 | Italia (bandiera)   | D     | Michele Canini      |
| 88 | Italia (bandiera)   | C     | Alberto Grassi      |
| 89 | Italia (bandiera)   | A     | Guido Marilungo     |
| 93 | Senegal (bandiera)  | D     | Boukary Dramé       |
| 97 | Italia (bandiera)   | C     | Tiziano Tulissi     |

## Calciomercato
In estate viene rinnovato il parco portieri: Bassi e il serbo Radunović rimpiazzano i partenti Avramov e Frezzolini. In difesa sono ingaggiati l'italo-argentino Paletta, in prestito dal Milan, e il brasiliano Tolói, a titolo definitivo dalla Roma. Il centrocampo è rinforzato con l'olandese dell'Heerenveen Marten de Roon e il navigato sloveno Kurtić dal Sassuolo. Per l'attacco si scommette sul giovane Monachello del Monaco. Le cessioni principali riguardano gli Under-21 Zappacosta e Baselli, passati entrambi al Torino. Si trasferisce in Inghilterra Benalouane, mentre Biava e Scaloni non rinnovano il contratto.
Nella sessione invernale sono acquistati Djimsiti e Freuler, provenienti dal campionato svizzero, e Diamanti. Alla rosa si uniscono gli attaccanti Borriello, nella prima parte di stagione al Carpi, e il togolese Gakpé, in prestito con diritto di riscatto dal Genoa. Dopo quattro anni e mezzo salutano Bergamo gli argentini Moralez e Denis, il primo ceduto ai messicani del León e il secondo passato agli argentini dell'Independiente. Stesso destino per il centrocampista Grassi, prelevato dal Napoli. Per la stagione successiva è ingaggiato Petagna, attaccante scuola Milan lasciato in prestito ad Ascoli.

### Sessione estiva(dal 01/07 al 31/08)
| Acquisti         | Acquisti              | Acquisti          | Acquisti                           |
| R.               | Nome                  | da                | Modalità                           |
| ---------------- | --------------------- | ----------------- | ---------------------------------- |
| P                | Davide Bassi          |                   | svincolato                         |
| P                | Boris Radunović       | Rad Belgrado      | definitivo (1 milione di €)        |
| D                | Alberto Almici        | Avellino          | fine prestito                      |
| D                | Davide Brivio         | Verona            | fine prestito                      |
| D                | Michele Canini        | FC Tokyo          | fine prestito                      |
| D                | Daniele Capelli       | Cesena            | fine prestito                      |
| D                | Constantin Nica       | Cesena            | fine prestito                      |
| D                | Gabriel Paletta       | Milan             | prestito                           |
| D                | Emanuele Suagher      | Carpi             | fine prestito                      |
| D                | Rafael Tolói          | San Paolo         | definitivo (3,5 milioni € + bonus) |
| C                | Riccardo Cazzola      | Cesena            | fine prestito                      |
| C                | Marten de Roon        | Heerenveen        | definitivo (1,3 milioni €)         |
| C                | Roberto Gagliardini   | Spezia            | fine prestito                      |
| C                | Luigi Giorgi          | Cesena            | fine prestito                      |
| C                | Moussa Koné           | Avellino          | fine prestito                      |
| C                | Jasmin Kurtić         | Sassuolo          | definitivo (3,5 milioni €)         |
| C                | Nadir Minotti         | Virtus Lanciano   | fine prestito                      |
| C                | Salvatore Molina      | Carpi             | fine prestito                      |
| C                | Matteo Scozzarella    | Trapani           | fine prestito                      |
| C                | Luca Valzania         | Cesena            | definitivo (900.000 €)             |
| A                | Rúben Bentancourt     | Defensor Sporting | fine prestito                      |
| A                | Richmond Boakye       | Juventus          | riscatto compartecipazione         |
| A                | Marcos Ariel de Paula | -                 | svincolato                         |
| A                | Leonardo Gatto        | Virtus Lanciano   | fine prestito                      |
| A                | Guido Marilungo       | Cesena            | fine prestito                      |
| A                | Gaetano Monachello    | Monaco            | definitivo                         |
| A                | Mauricio Pinilla      | Genoa             | riscatto cartellino (2 milioni €). |
| Altre operazioni |                       |                   |                                    |
| P                | Francesco Rossi       | Lupa Roma         | fine prestito                      |
| P                | Luca Zanotti          | Carrarese         | fine prestito                      |
| D                | Mattia Caldara        | Trapani           | fine prestito                      |
| D                | Andrea Conti          | Virtus Lanciano   | fine prestito                      |
| D                | Luigi Djibo           | Paganese          | fine prestito                      |
| D                | Alberto Dossena       | Lumezzane         | rinnovo prestito                   |
| D                | Prince-Désir Gouano   | Rio Ave           | fine prestito                      |
| D                | Luca Milesi           | Pro Vercelli      | fine prestito                      |
| D                | Valerio Nava          | SPAL              | fine prestito                      |
| D                | Alex Redolfi          | Pontedera         | fine prestito                      |
| D                | Davide Savi           | Feralpisalò       | fine prestito                      |
| D                | Giuseppe Ungaro       | Real Vicenza      | fine prestito                      |
| C                | Davide Agazzi         | Virtus Lanciano   | fine prestito                      |
| C                | Gianluca Barba        | Pro Piacenza      | fine prestito                      |
| C                | Simone Emmanuello     | Juventus          | riscatto compartecipazione         |
| C                | Matteo Gasperoni      | Cesena            | prestito                           |
| C                | Andrea Rascaroli      | Siena             | fine prestito                      |
| C                | Lorenzo Migliorelli   | Feralpisalò       | prestito                           |
| C                | Antonio Palma         | Feralpisalò       | fine prestito                      |
| C                | Federico Varano       | Venezia           | fine prestito                      |
| C                | Nana Welbeck          | Krka              | fine prestito                      |
| A                | Isnik Alimi           | Chievo            | definitivo                         |
| A                | Faisal Bangal         | San Marino        | fine prestito                      |
| A                | Edoardo Ceria         | Juventus          | riscatto compartecipazione         |
| A                | Denis Di Rocco        | Pescara           | definitivo                         |
| A                | Simone Magnaghi       | Venezia           | fine prestito                      |
| A                | Doudou Mangni         | Latina            | fine prestito                      |
| A                | Matteo Pedrini        | Renate            | definitivo                         |

| Cessioni         | Cessioni             | Cessioni        | Cessioni                      |
| R.               | Nome                 | a               | Modalità                      |
| ---------------- | -------------------- | --------------- | ----------------------------- |
| P                | Vlada Avramov        | Torino          | fine prestito                 |
| P                | Giorgio Frezzolini   | -               | fine carriera                 |
| D                | Alberto Almici       | Ascoli          | prestito                      |
| D                | Yohan Benalouane     | Leicester City  | definitivo (7 milioni €)      |
| D                | Giuseppe Biava       | -               | svincolato                    |
| D                | Daniele Capelli      | Cesena          | definitivo                    |
| D                | Matteo Contini       | Bari            | rinnovo prestito              |
| D                | Cristiano Del Grosso | Bari            | prestito                      |
| D                | Constantin Nica      | Avellino        | prestito                      |
| D                | Lionel Scaloni       | -               | svincolato                    |
| D                | Davide Zappacosta    | Torino          | definitivo (5.5 milioni €)    |
| C                | Daniele Baselli      | Torino          | definitivo (4.5 milioni €)    |
| C                | Riccardo Cazzola     | Livorno         | prestito                      |
| C                | Urby Emanuelson      | -               | svincolato                    |
| C                | Roberto Gagliardini  | Vicenza         | prestito                      |
| C                | Moussa Koné          | Cesena          | definitivo                    |
| C                | Nadir Minotti        | Como            | prestito                      |
| C                | Salvatore Molina     | Cesena          | prestito                      |
| C                | Matteo Scozzarella   | Trapani         | definitivo                    |
| C                | Luca Valzania        | Cesena          | prestito                      |
| A                | Matteo Ardemagni     | Perugia         | rinnovo prestito              |
| A                | Rúben Bentancourt    | Arezzo          | prestito                      |
| A                | Richmond Boakye      | Roda JC         | prestito                      |
| A                | Rolando Bianchi      | Bologna         | fine prestito                 |
| A                | Giuseppe De Luca     | Bari            | rinnovo prestito              |
| A                | Leonardo Gatto       | Vicenza         | prestito                      |
| A                | Guido Marilungo      | Virtus Lanciano | prestito                      |
| A                | Valerio Rosseti      | Juventus        | fine prestito                 |
| Altre operazioni |                      |                 |                               |
| R.               | Nome                 | da              | Modalità                      |
| P                | Mirco Miori          | Südtirol        | rinnovo prestito              |
| P                | Francesco Rossi      | Prato           | prestito                      |
| P                | Andrea Seveso        | Pro Sesto       | prestito                      |
| P                | Luca Zanotti         | Melfi           | prestito                      |
| D                | Luca Barlocco        | Juventus        | risoluzione compartecipazione |
| D                | Mattia Caldara       | Cesena          | prestito                      |
| D                | Luigi Djibo          | Maceratese      | prestito                      |
| D                | Dávid Forgács        | Pisa            | prestito                      |
| D                | Prince-Désir Gouano  | Bolton          | prestito                      |
| D                | Ákos Kecskés         | Újpest          | prestito                      |
| D                | Franck Kessié        | Cesena          | prestito                      |
| D                | Luca Milesi          | Arezzo          | prestito                      |
| D                | Valerio Nava         | Ascoli          | prestito                      |
| D                | Alex Redolfi         | Pro Vercelli    | prestito                      |
| D                | Davide Savi          | Chievo          | definitivo                    |
| D                | Giuseppe Ungaro      | Mantova         | prestito                      |
| C                | Davide Agazzi        | Catania         | prestito                      |
| C                | Gianluca Barba       | Pescara         | definitivo                    |
| C                | Simone Emmanuello    | Pro Vercelli    | rinnovo prestito              |
| C                | Antonio Palma        | Juve Stabia     | prestito                      |
| C                | Riccardo Tantardini  | Feralpisalò     | risoluzione compartecipazione |
| C                | Federico Varano      | Cesena          | definitivo                    |
| A                | Isnik Alimi          | Maceratese      | prestito                      |
| A                | Faisal Bangal        | Tuttocuoio      | prestito                      |
| A                | Davide Cais          | Juventus        | risoluzione compartecipazione |
| A                | Edoardo Ceria        | Arezzo          | prestito                      |
| A                | Simone Magnaghi      | Cremonese       | prestito                      |
| A                | Doudou Mangni        | Şanlıurfaspor   | prestito                      |
| A                | Nicolas Napol        | Avellino        | prestito                      |

### Operazione esterna alla sessione estiva
| Cessioni | Cessioni       | Cessioni | Cessioni |
| R.       | Nome           | a        | Modalità |
| -------- | -------------- | -------- | -------- |
| D        | Michele Canini | Ascoli   | prestito |
| C        | Luigi Giorgi   | Ascoli   | prestito |

### Sessione invernale(dal 04/01 al 01/02)
| Acquisti         | Acquisti            | Acquisti      | Acquisti                                                                       |
| R.               | Nome                | da            | Modalità                                                                       |
| ---------------- | ------------------- | ------------- | ------------------------------------------------------------------------------ |
| D                | Berat Djimsiti      | -             | svincolato                                                                     |
| C                | Alessandro Diamanti | Watford       | prestito                                                                       |
| C                | Remo Freuler        | Lucerna       | definitivo (1,5 milioni €)                                                     |
| C                | Roberto Gagliardini | Vicenza       | fine prestito                                                                  |
| C                | Nadir Minotti       | Como          | fine prestito                                                                  |
| C                | Salvatore Molina    | Cesena        | fine prestito                                                                  |
| A                | Richmond Boakye     | Roda JC       | fine prestito                                                                  |
| A                | Marco Borriello     | -             | svincolato                                                                     |
| A                | Serge Gakpé         | Genoa         | prestito                                                                       |
| A                | Leonardo Gatto      | Vicenza       | fine prestito                                                                  |
| A                | Andrea Petagna      | Milan         | definitivo (1 milione €, più bonus fino a un massimo totale di 5 milioni di €) |
| Altre operazioni |                     |               |                                                                                |
| R.               | Nome                | da            | Modalità                                                                       |
| P                | Andrea Seveso       | Pro Sesto     | fine prestito                                                                  |
| P                | Luca Zanotti        | Melfi         | fine prestito                                                                  |
| D                | Patrick Asmah       | Accra United  | definitivo (0,5 milioni €)                                                     |
| D                | Luigi Djibo         | Maceratese    | fine prestito                                                                  |
| D                | Prince-Désir Gouano | Bolton        | fine prestito                                                                  |
| D                | Valerio Nava        | Ascoli        | fine prestito                                                                  |
| A                | Edoardo Ceria       | Arezzo        | fine prestito                                                                  |
| A                | Doudou Mangni       | Şanlıurfaspor | fine prestito                                                                  |
| A                | Nicolas Napol       | Avellino      | fine prestito                                                                  |

| Cessioni         | Cessioni             | Cessioni       | Cessioni                 |
| R.               | Nome                 | a              | Modalità                 |
| ---------------- | -------------------- | -------------- | ------------------------ |
| D                | Emanuele Suagher     | Carpi          | prestito                 |
| C                | Marcelo Estigarribia | Dep. Maldonado | fine prestito            |
| C                | Alberto Grassi       | Napoli         | definitivo (8 milioni €) |
| C                | Nadir Minotti        | Siena          | prestito                 |
| C                | Salvatore Molina     | Perugia        | prestito                 |
| C                | Maximiliano Moralez  | León           | definitivo (4 milioni €) |
| A                | Richmond Boakye      | Latina         | prestito                 |
| A                | Germán Denis         | -              | svincolato               |
| A                | Leonardo Gatto       | Salernitana    | prestito                 |
| A                | Andrea Petagna       | Ascoli         | prestito                 |
| Altre operazioni |                      |                |                          |
| R.               | Nome                 | da             | Modalità                 |
| P                | Andrea Seveso        | SPAL           | prestito                 |
| P                | Luca Zanotti         | Pro Patria     | prestito                 |
| D                | Prince-Désir Gouano  | Gaziantepspor  | prestito                 |
| D                | Valerio Nava         | Cittadella     | prestito                 |
| A                | Edoardo Ceria        | Feralpisalò    | prestito                 |
| A                | Doudou Mangni        | Ascoli         | prestito                 |
| A                | Giacomo Parigi       | Cosenza        | prestito                 |

## Risultati

### Serie A

#### Girone di andata
| Arbitro: | Calvarese (Teramo) |

|               |           |  |
| Jovetic 90+3’ | Marcatori |  |

| Arbitro: | Celi (Bari) |

|                         |           |  |
| Stendardo 21’ Gómez 69’ | Marcatori |  |

| Arbitro: | Mariani (Roma) |

|                                 |           |                  |
| Magnanelli 22’ Floro Flores 41’ | Marcatori | 13’, 33’ Pinilla |

| Arbitro: | Maresca (Napoli) |

|             |           |              |
| Moralez 89’ | Marcatori | 90+7’ Pisano |

| Arbitro: | Gavillucci (Latina) |

|  |           |           |
|  | Marcatori | 31’ Tolói |

| Arbitro: | Valeri (Roma) |

|                                 |           |               |
| Moisander 7’ (aut.) Denis 90+1’ | Marcatori | 90+4’ Soriano |

| Arbitro: | Massa (Imperia) |

|                                      |           |  |
| Iličič 6’ Borja Valero 34’ Verdú 90’ | Marcatori |  |

| Arbitro: | Pasqua (Tivoli) |

|                                          |           |  |
| Pinilla 8’ Gómez 43’ Cigarini 63’ (rig.) | Marcatori |  |

| Arbitro: | Di Bello (Brindisi) |

|                          |           |  |
| Dybala 28’ Mandžukić 49’ | Marcatori |  |

| Arbitro: | Irrati (Pistoia) |

|                            |           |            |
| Basta 69’ (aut.) Gómez 86’ | Marcatori | 17’ Biglia |

| Arbitro: | Guida (Torre Annunziata) |

|                                        |           |  |
| Giaccherini 52’ Destro 58’ Brienza 85’ | Marcatori |  |

| Milano 7 novembre 2015, ore 20:45 CET 12ª giornata | Milan                | 0 – 0 referto | Atalanta | Stadio Giuseppe Meazza (33.912 spett.)\| Arbitro: \| Giacomelli (Trieste) \| |
| Arbitro:                                           | Giacomelli (Trieste) |               |          |                                                                              |

| Arbitro: | Cervellera (Taranto) |

|  |           |          |
|  | Marcatori | 52’ Bovo |

| Arbitro: | Calvarese (Teramo) |

|  |           |                            |
|  | Marcatori | 40’ Gómez 82’ (rig.) Denis |

| Arbitro: | Russo (Nola) |

|                                    |           |  |
| Denis 18’ Cherubin 26’ de Roon 80’ | Marcatori |  |

| Arbitro: | Pasqua (Tivoli) |

|           |           |  |
| Birsa 76’ | Marcatori |  |

| Arbitro: | Rocchi (Firenze) |

|           |           |                                    |
| Gómez 54’ | Marcatori | 52’ (rig.) Hamšík 62’, 85’ Higuaín |

| Arbitro: | Cervellera (Taranto) |

|                          |           |                  |
| Théréau 23’ Perica 45+2’ | Marcatori | 75’ D'Alessandro |

| Arbitro: | Guida (Torre Annunziata) |

|  |           |                            |
|  | Marcatori | 79’ Džemaili 81’ Pavoletti |

#### Girone di ritorno
| Arbitro: | Rizzoli (Bologna) |

|                    |           |                  |
| Murillo 17’ (aut.) | Marcatori | 25’ (aut.) Tolói |

| Frosinone 23 gennaio 2016, ore 18:00 CET 21ª giornata | Frosinone     | 0 – 0 referto | Atalanta | Stadio Matusa (7.564 spett.)\| Arbitro: \| Valeri (Roma) \| |
| Arbitro:                                              | Valeri (Roma) |               |          |                                                             |

| Arbitro: | Gavillucci (Latina) |

|           |           |             |
| Denis 32’ | Marcatori | 27’ Berardi |

| Arbitro: | Di Bello (Brindisi) |

|                           |           |           |
| Siligardi 42’ Pazzini 83’ | Marcatori | 30’ Conti |

| Bergamo 7 febbraio 2016, ore 18:00 CET 24ª giornata | Atalanta         | 0 – 0 referto | Empoli | Stadio Atleti Azzurri d'Italia (12.352 spett.)\| Arbitro: \| Fabbri (Ravenna) \| |
| Arbitro:                                            | Fabbri (Ravenna) |               |        |                                                                                  |

| Genova 14 febbraio 2016, ore 15:00 CET 25ª giornata | Sampdoria         | 0 – 0 referto | Atalanta | Stadio Luigi Ferraris (20.341 spett.)\| Arbitro: \| Damato (Barletta) \| |
| Arbitro:                                            | Damato (Barletta) |               |          |                                                                          |

| Arbitro: | Celi (Bari) |

|                         |           |                                     |
| Conti 84’ Pinilla 90+1’ | Marcatori | 67’ Fernández 81’ Tello 87’ Kalinić |

| Arbitro: | Calvarese (Teramo) |

|                  |           |            |
| Verdi 75’ (rig.) | Marcatori | 52’ Kurtić |

| Arbitro: | Valeri (Roma) |

|  |           |                         |
|  | Marcatori | 24’ Barzagli 86’ Lemina |

| Arbitro: | Guida (Torre Annunziata) |

|                  |           |  |
| Klose 68’, 90+5’ | Marcatori |  |

| Arbitro: | Giacomelli (Trieste) |

|                          |           |  |
| Gómez 27’ Diamanti 45+1’ | Marcatori |  |

| Arbitro: | Rocchi (Firenze) |

|                       |           |                        |
| Pinilla 44’ Gómez 63’ | Marcatori | 5’ (rig.) Luiz Adriano |

| Arbitro: | Di Bello (Brindisi) |

|                                |           |              |
| Bruno Peres 35’ Maxi López 46’ | Marcatori | 82’ Cigarini |

| Arbitro: | Irrati (Pistoia) |

|                                     |           |                                    |
| D'Alessandro 33’ Borriello 37’, 50’ | Marcatori | 23’ Digne 27’ Nainggolan 86’ Totti |

| Arbitro: | Doveri (Roma) |

|                              |           |                                  |
| Vázquez 2’ (rig.) Struna 76’ | Marcatori | 11’ (rig.) Borriello 55’ Paletta |

| Arbitro: | Cervellera (Taranto) |

|               |           |  |
| Borriello 55’ | Marcatori |  |

| Arbitro: | Giacomelli (Trieste) |

|                  |           |             |
| Higuaín 10’, 77’ | Marcatori | 85’ Freuler |

| Arbitro: | Rizzoli (Bologna) |

|                    |           |            |
| Bellini 19’ (rig.) | Marcatori | 10’ Zapata |

| Arbitro: | Aureliano (Bologna) |

|               |           |                             |
| Pavoletti 58’ | Marcatori | 52’ D'Alessandro 82’ Kurtić |

### Coppa Italia

#### Turni eliminatori
| Arbitro: | Maresca (Napoli) |

|                                     |           |  |
| de Roon 62’ Moralez 66’ Pinilla 78’ | Marcatori |  |

| Arbitro: | Pinzani (Empoli) |

|                                     |           |                |
| Di Natale 5’ (rig.), 76’ Perica 57’ | Marcatori | 48’ Monachello |

## Statistiche

### Statistiche di squadra
| Competizione | Punti | In casa | In casa | In casa | In casa | In casa | In casa | In trasferta | In trasferta | In trasferta | In trasferta | In trasferta | In trasferta | Totale | Totale | Totale | Totale | Totale | Totale | D.R. |
| Competizione | Punti | G       | V       | N       | P       | Gf      | Gs      | G            | V            | N            | P            | Gf           | Gs           | G      | V      | N      | P      | Gf     | Gs     | D.R. |
| ------------ | ----- | ------- | ------- | ------- | ------- | ------- | ------- | ------------ | ------------ | ------------ | ------------ | ------------ | ------------ | ------ | ------ | ------ | ------ | ------ | ------ | ---- |
| Serie A      | 45    | 19      | 8       | 6       | 5       | 27      | 21      | 19           | 3            | 6            | 10           | 14           | 26           | 38     | 11     | 12     | 15     | 41     | 47     | -6   |
| Coppa Italia | -     | 1       | 1       | 0       | 0       | 3       | 0       | 1            | 0            | 0            | 1            | 1            | 3            | 2      | 1      | 0      | 1      | 4      | 3      | +1   |
| Totale       | -     | 20      | 9       | 6       | 5       | 30      | 21      | 20           | 3            | 6            | 11           | 15           | 29           | 40     | 11     | 12     | 16     | 45     | 50     | -5   |

### Andamento in campionato
| Giornata  | 1  | 2 | 3  | 4  | 5  | 6 | 7  | 8 | 9 | 10 | 11 | 12 | 13 | 14 | 15 | 16 | 17 | 18 | 19 | 20 | 21 | 22 | 23 | 24 | 25 | 26 | 27 | 28 | 29 | 30 | 31 | 32 | 33 | 34 | 35 | 36 | 37 | 38 |
| --------- | -- | - | -- | -- | -- | - | -- | - | - | -- | -- | -- | -- | -- | -- | -- | -- | -- | -- | -- | -- | -- | -- | -- | -- | -- | -- | -- | -- | -- | -- | -- | -- | -- | -- | -- | -- | -- |
| Luogo     | T  | C | T  | C  | T  | C | T  | C | T | C  | T  | T  | C  | T  | C  | T  | C  | T  | C  | C  | T  | C  | T  | C  | T  | C  | T  | C  | T  | C  | C  | T  | C  | T  | C  | T  | C  | T  |
| Risultato | P  | V | N  | N  | V  | V | P  | V | P | V  | P  | N  | P  | V  | V  | P  | P  | P  | P  | N  | N  | N  | P  | N  | N  | P  | N  | P  | P  | V  | V  | P  | N  | N  | V  | P  | N  | V  |
| Posizione | 17 | 8 | 10 | 12 | 10 | 8 | 10 | 8 | 8 | 7  | 8  | 8  | 10 | 9  | 7  | 8  | 9  | 9  | 11 | 12 | 13 | 13 | 13 | 13 | 13 | 13 | 13 | 15 | 15 | 14 | 13 | 14 | 13 | 13 | 13 | 13 | 13 | 13 |

Fonte:  Serie A – Classifiche, su sport.sky.it, Sky Sport. URL consultato il 27 luglio 2015 (archiviato dall'url originale l'11 settembre 2014).
Legenda:

Luogo: C = Casa; T = Trasferta. Risultato: V = Vittoria; N = Pareggio; P = Sconfitta.

### Statistiche dei giocatori
| Giocatore       | Serie A  | Serie A | Serie A     | Serie A    | Coppa Italia | Coppa Italia | Coppa Italia | Coppa Italia | Totale   | Totale | Totale      | Totale     |
| Giocatore       | Presenze | Reti    | Ammonizioni | Espulsioni | Presenze     | Reti         | Ammonizioni  | Espulsioni   | Presenze | Reti   | Ammonizioni | Espulsioni |
| --------------- | -------- | ------- | ----------- | ---------- | ------------ | ------------ | ------------ | ------------ | -------- | ------ | ----------- | ---------- |
| D. Bassi        | 1        | -3      | 0           | 0          | 1            | -3           | 0            | 0            | 2        | -6     | 0           | 0          |
| G. Bellini      | 15       | 1       | 4           | 0          | 0            | 0            | 0            | 0            | 15       | 1      | 4           | 0          |
| R. Boakye       | -        | -       | -           | -          | -            | -            | -            | -            | -        | -      | -           | -          |
| M. Borriello    | 15       | 4       | 3           | 0          | -            | -            | -            | -            | 15       | 4      | 3           | 0          |
| D. Brivio       | 14       | 0       | 2           | 0          | 2            | 0            | 0            | 0            | 16       | 0      | 2           | 0          |
| M. Canini       | -        | -       | -           | -          | -            | -            | -            | -            | -        | -      | -           | -          |
| C. Carmona      | 8        | 0       | 4           | 1          | 1            | 0            | 0            | 0            | 9        | 0      | 4           | 1          |
| N. Cherubin     | 14       | 1       | 1           | 1          | 2            | 0            | 0            | 0            | 16       | 1      | 1           | 1          |
| L. Cigarini     | 25       | 2       | 10          | 0          | 1            | 0            | 0            | 0            | 26       | 2      | 10          | 0          |
| A. Conti        | 14       | 2       | 3           | 1          | 1            | 0            | 0            | 0            | 15       | 2      | 3           | 1          |
| M. D'Alessandro | 23       | 3       | 3           | 0          | 2            | 0            | 0            | 0            | 25       | 3      | 3           | 0          |
| C. Del Grosso   | -        | -       | -           | -          | -            | -            | -            | -            | -        | -      | -           | -          |
| G. Denis        | 15       | 4       | 0           | 0          | 1            | 0            | 0            | 0            | 16       | 4      | 0           | 0          |
| M. de Roon      | 36       | 1       | 11          | 1          | 1            | 1            | 0            | 0            | 37       | 2      | 11          | 1          |
| A. Diamanti     | 16       | 1       | 4           | 0          | -            | -            | -            | -            | 16       | 1      | 4           | 0          |
| B. Djimsiti     | 3        | 0       | 1           | 0          | -            | -            | -            | -            | 3        | 0      | 1           | 0          |
| B. Dramé        | 25       | 0       | 3           | 1          | 0            | 0            | 0            | 0            | 25       | 0      | 3           | 1          |
| M. Estigarribia | 4        | 0       | 0           | 0          | 1            | 0            | 1            | 0            | 5        | 0      | 1           | 0          |
| R. Freuler      | 6        | 1       | 0           | 0          | -            | -            | -            | -            | 6        | 1      | 0           | 0          |
| R. Gagliardini  | 1        | 0       | 0           | 0          | -            | -            | -            | -            | 1        | 0      | 0           | 0          |
| S. Gakpé        | 5        | 0       | 0           | 0          | -            | -            | -            | -            | 5        | 0      | 0           | 0          |
| L. Giorgi       | 1        | 0       | 0           | 0          | 0            | 0            | 0            | 0            | 1        | 0      | 0           | 0          |
| A. Gómez        | 34       | 7       | 4           | 1          | 2            | 0            | 0            | 0            | 36       | 7      | 4           | 1          |
| A. Grassi       | 13       | 0       | 6           | 1          | 1            | 0            | 1            | 0            | 14       | 0      | 7           | 1          |
| A. Krešić       | -        | -       | -           | -          | -            | -            | -            | -            | -        | -      | -           | -          |
| J. Kurtić       | 32       | 2       | 7           | 1          | 2            | 0            | 0            | 0            | 34       | 2      | 7           | 1          |
| G. Marilungo    | -        | -       | -           | -          | -            | -            | -            | -            | -        | -      | -           | -          |
| A. Masiello     | 29       | 0       | 7           | 0          | 2            | 0            | 1            | 0            | 31       | 0      | 8           | 0          |
| G. Migliaccio   | 18       | 0       | 2           | 1          | 1            | 0            | 0            | 0            | 19       | 0      | 2           | 1          |
| G. Monachello   | 10       | 0       | 2           | 0          | 1            | 1            | 0            | 0            | 11       | 1      | 2           | 0          |
| M. Moralez      | 17       | 1       | 2           | 0          | 1            | 1            | 1            | 0            | 18       | 2      | 3           | 0          |
| G. Paletta      | 24       | 1       | 5           | 2          | -            | -            | -            | -            | 24       | 1      | 5           | 2          |
| M. Pinilla      | 20       | 5       | 10          | 1          | 1            | 1            | 0            | 0            | 21       | 6      | 10          | 1          |
| B. Radunović    | 1        | -1      | 0           | 0          | 0            | 0            | 0            | 0            | 1        | -1     | 0           | 0          |
| C. Raimondi     | 18       | 0       | 4           | 0          | 2            | 0            | 0            | 0            | 20       | 0      | 4           | 0          |
| M. Sportiello   | 36       | -43     | 2           | 0          | 1            | 0            | 0            | 0            | 37       | -43    | 2           | 0          |
| E. Suagher      | 0        | 0       | 0           | 0          | 0            | 0            | 0            | 0            | 0        | 0      | 0           | 0          |
| G. Stendardo    | 15       | 1       | 5           | 1          | 1            | 0            | 0            | 0            | 16       | 1      | 5           | 1          |
| R. Tolói        | 24       | 1       | 7           | 0          | -            | -            | -            | -            | 24       | 1      | 7           | 0          |
| T. Tulissi      | -        | -       | -           | -          | -            | -            | -            | -            | -        | -      | -           | -          |

## Giovanili

### Organigramma societario
Area direttiva
- Responsabile Settore Giovanile: Maurizio Costanzi
- Coordinatore Attività agonistica Settore giovanile: Giancarlo Finardi
- Responsabile attività di base: Stefano Bonaccorso
- Responsabile area scouting attività di base: Raffaello Bonifaccio

Area tecnica - Primavera
- Allenatore: Valter Bonacina
- Allenatore in seconda: Fabio Grandi
- Preparatore atletico: Luca Medolago
- Preparatore portieri: Giorgio Frezzolini, Carlo Resmini
- Medico: Bruno Speziale
- Fisioterapista o massaggiatore: Stefano Pirovano
- Dirigente accompagnatore: Giuseppe Belotti, Maurizio Pacchiani
- Magazziniere: Ferruccio Finardi

Area tecnica - Allievi Nazionali "A"
- Allenatore: Massimo Brambilla
- Preparatore Atletico: Gabriele Boccolini
- Preparatore portieri: Carlo Resmini
- Dirigente accompagnatore: Egidio Acquaroli, Augusto Merletti
- Massaggiatore: Guido Bonifaccio

Area tecnica - Allievi Nazionali "B"
- Allenatore: Marco Zanchi
- Preparatore Atletico: Gabriele Boccolini
- Preparatore portieri: Giancarlo Resmini
- Dirigente accompagnatore: Amelio Macetti, Giuseppe Pandini
- Massaggiatore: Antonio Rossi

Area tecnica - Giovanissimi Nazionali
- Allenatore: Stefano Lorenzi
- Dirigenti Accompagnatori: Aldo Valerio, Paolo Vitari
- Preparatore Atletico: Andrea Filippelli
- Massaggiatore: Alessio Guirioni

Area tecnica - Giovanissimi Regionali "A"
- Allenatore: Andrea di Cintio

Area tecnica - Giovanissimi Regionali "B"
- Allenatore: Paolo Giordani

### Piazzamenti
- Primavera:
  - Campionato: Quarti di finale.
  - Coppa Italia: Quarto turno.
  - Torneo di Viareggio: Ottavi di finale.
- Allievi nazionali "A":
  - Campionato: Campione.
  - Trofeo di Arco "Beppe Viola": Campione.
- Giovanissimi nazionali:
  - Campionato: Campione.